# Kokava nad Rimavicou
Kokava nad Rimavicou (em alemão: Kochseifen, Kockau, Kockenau; húngaro: Rimakokova) é um município da Eslováquia, situado no distrito de Poltár, na região de Banská Bystrica. Tem 66,27 km² de área e sua população em 2018 foi estimada em 2.853 habitantes.

## Demografia
| Ano:        | 1994 | 2004   | 2014   | 2024   |
| ----------- | ---- | ------ | ------ | ------ |
| Broj ljudi: | 3167 | 3118   | 2971   | 2703   |
| Razlika:    |      | -1,54% | -4,71% | -9,02% |

| Ano:               | 2023 | 2024   |
| ------------------ | ---- | ------ |
| Número de pessoas: | 2737 | 2703   |
| Diferença:         |      | -1,24% |